# آلبا پومارس
آلبا پومارس (انگلیسی: Alba Pomares؛ زادهٔ ۲۹ اوت ۱۹۹۵) بازیکن فوتبال اهل اسپانیا است.
از باشگاه‌هایی که در آن بازی کرده‌است می‌توان به اشاره کرد.
وی همچنین در تیم ملی فوتبال زنان اسپانیا بازی کرده‌است.